# 寶可夢保育家 風湧篇
《寶可夢保育家 風湧篇》是由Creatures Inc.所開發、寶可夢公司發行，任天堂發售之RPG遊戲，以任天堂DS為使用平台。2008年3月於日本首度上市。

## 說明
風湧篇是寶可夢保育家的續作，故事在前作之後。以アルミア地區地區為舞台，加入了許多《鑽石／珍珠》的寶可夢，總共有270隻登場。

## 概要
本作品的男女主角，立志成為寶可夢保育家，而搬家到アルミア地區，並轉校至當地的寶可夢保育家學校就讀。在學校中解決幾次事件後脫穎而出，從學校畢業而成為正式的寶可夢保育家。
在主角畢業之後，アルミア地區漸漸有一些奇怪的事件產生，一群自稱ヤミヤミ團的奇怪集團，藉由奇怪機器操弄寶可夢意志，以達成其集團之野心。所以保育家無論如何都必須阻止他們的行動，經由完成一次次的任務破壞他們的計畫，逐步揭開他們的真面目。

## 操作
本作主要使用觸控筆，直接點擊下畫面觸控螢幕的選單，捕獲時也必須使用觸控筆進行捕獲。此外，在捕獲寶可夢時需要不斷圍繞寶可夢畫圈。

## 遊戲方式
除了基本的任務之外，還有一些比較日常的小問題，像是某人想要作蜂蜜，需要三蜜蜂協助，玩家就要去找ミツハニー給她。
完成問題之後有兩種獎勵，第一種是拍檔寶可夢加入（長期性帶在身邊的伙伴，跟捕獵的一次使用不同），另一種是捕獲陀螺功能強化（如抗性強化、線長提昇、威力加強等等的功能）

## 拍檔寶可夢
不同于前作只有正電拍拍和負電拍拍，本作的拍檔寶可夢大增至17種，每個屬性也有一種，使捕獲更容易。一開始時只能選擇ムックル（飛行屬性）、パチリス（電屬性）、ゴンベ（一般屬性）其中一種，隨劇情發展，會有更多拍檔寶可夢可供選擇。
全17種拍檔寶可夢:
ワンリキー（格鬥屬性）
ムウマ（鬼屬性）
ニューラ（幽靈屬性）
ナエトル（草屬性）
ヒコザル（火屬性）
ポッチャマ（水屬性）
ムックル（飛行屬性）
コロボーシ（蟲屬性）
ズガイドス（岩屬性）
タテトプス（鋼屬性）
パチリス（電屬性）
マネネ（超能力屬性）
フカマル（龍屬性）
ゴンベ（普通屬性）
ヒポポタス（地面屬性）
グレッグル（毒屬性）
ユキカブリ（冰屬性）

## 捕獲系統
捕獲時能使用拍檔寶可夢，會有不同的能力（對應該寶可夢的能力）
假如被寶可夢擊中陀螺，電量會減少，若電量變成0時就會Game Over

### 與前作的不同
本作取消了前作的圈數模式，改為把寶可夢加入HP，不斷圍繞寶可夢畫圈時HP會減少，當HP棒滿了便捕獲成功。另外會計算捕獲時的表現，例如捕獲時間、有無損傷等，按表現給予C至S的評價。
捕獲陀螺新增一級和兩級蓄力，能使HP棒更快變滿。

## Wi-Fi任務
本作共有6個必須透過Wi-Fi接收的任務，於配信期內可透過Wi-Fi接收。而且當中獲得的寶可夢可傳送至鑽石．珍珠．白金。
マナフィのタマゴを　ほごせよ！
配信期:2008年12月1日~2009年1月15日
好運蛋發現了マナフィ的蛋,而你也因此接到了保護マナフィ的蛋的任務。完成任務之后，就可以向鑽石．珍珠．白金傳送マナフィ的蛋了。
- 要進行這個特别任務,必須先在遊戲中玩到成為Pokemon Ranger的进度。

つれさられたリオルを　すくえ！
配信期:2008年12月1日~2009年1月15日
誰把リオル拐走了?!一定要把被拐走的リオル平安救出来!怎樣化解危機,就要看你身為Ranger的能力了!完成任務,就可以向鑽石．珍珠．白金傳送習得波導彈的リオル了。
- 要進行這個特别任務,必須先玩到遊戲结束。

みんなのタワーを　かいほうせよ！
配信期:2008年4月26日-6月15日，2008年12月1日~2009年1月15日
神秘组織佔領了アンヘル塔！把大家的塔從神秘组織手中解放出来，就是身為Top Ranger的你這次的任務了。
完成任務,就可以向鑽石．珍珠．白金傳送ダークライ了。
- 要進行這個特别任務,必須先玩到遊戲结束。

ヒアバレーに ディアルガが!?
配信期:配信中
時間を司る伝説のポケモン・ディアルガの力で過去に飛ばされた主人公とハーブ。このミッションをクリアし、ディアルガを保護することができるのか!?
- 要進行這個特别任務,必須先玩到遊戲结束。

ハルバさばくに パルキアが!?
配信期:配信中
おかしくなった空間を調査するために、セブンと一緒にハルバさばくへ向かった主人公。そこには空間を司る伝説のポケモン・パルキアの姿が!!
- 要進行這個特别任務,必須先玩到遊戲结束。

はなよめと　シェイミのために！
配信期:2008年12月1日~2009年1月15日
感謝の気持ちが強いところに現れるというシェイミ。このシェイミをねらって、ヤミヤミ団が登場！　花束と見分けがつかないシェイミを、先に保護することができるのか!?
- 要進行這個特别任務,必須先玩到遊戲结束。